# Justino Moisescu

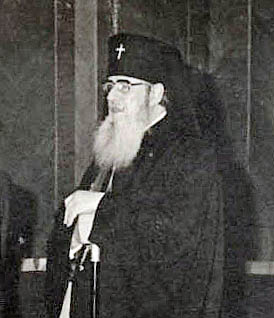
Justino Moisescu al ser elegido Patriarca en 1977.

Justino I (Nacido el 5 de marzo de 1910 en Cândeşti, Argeş - Fallecido el 31 de julio de 1986 en Bucarest). Fue el cuarto Patriarca de la Iglesia Ortodoxa Rumana entre 1977 y 1986.

## Biografía

### Preparación Teológica
Estudió dentro de un seminario en Câmpulung-Muscel a partir de 1922 a 1930. El Patriarca Miron Cristea lo seleccionó entre los graduados de 1930 del seminario, a recibir una beca y tomar su licenciatura en teología. En 1934, vuelve a Rumania, recibiendo un grado “arista” (magna cum laude). 
En 1940, lo nombraron profesor de asociado. En 1942, después de un examen, lo nombraron profesor de la exégesis del nuevo testamento en facultad de teología. En Cernăuţi y Suceava él creó tres cursos: “Introducción a los libros santos del nuevo testamento”, de la “exégesis” y “hermeneutica bíblica”. En 1946 lo transfirieron como profesor al mismo departamento en la facultad de teología en Bucarest; en 1948, él comenzó la enseñanza en el instituto teológico de Bucarest. Durante su tiempo como profesor de la teología, él publicó un número de trabajos especializados.

### Patriarca de Rumanía
Después de haber ejercido de Metropolita de Transilvania y Moldavia, Justino sucede al recién fallecido patriarca Justiniano. El 12 de junio de 1977, Justino fue elegido Patriarca de toda Rumanía. Ayudó a restaurar algunas de las iglesias y monasterios más de Rumanía, continuando el trabajo que él había comenzado en Iaşi. También trabajó en la restauración de su propia catedral Patriarcal, así como otras.
Como patriarca, condujo a varias delegaciones de sínodos, recibió a un gran número de líderes de la iglesia, así como representantes de otras iglesias y denominaciones del cristianismo.
Justino permanecía en Bucarest el momento de su muerte el 31 de julio de 1986, y fue enterrado en la catedral Patriarcal.
Fue sucedido en 1986 por Teoctist Arăpaşu.
| Predecesor: Justiniano I | Patriarca de Rumanía 1977 - 1986 | Sucesor: Teoctist I |

- Datos: Q1675502
- Multimedia: Justin (Moisescu) / Q1675502